# Fortalesa de Sant Tomàs
La Fortalesa de Sant Tomás (en castellà: fortaleza de Santo Tomás de Jánico) va ser la segona fortificació construïda per Cristòfor Colom, virrey i governador, a l'Illa L'Espanyola, durant el seu segon viatge. Situada a la vall de Cibao, juntament amb Magdalena, Esperanza, Concepción i Bonao va ser construïda en poc temps, iniciant-se el 17 de març de 1494, per uns 70 fusters i paletes al comandament de Pere Margarit durant l'exploració de la regió a la recerca de fonts auríferes. Va ser atacada pel cacic Caonabó. El comandant Alonso de Ojeda va acudir al seu socors amb sol 15 homes i va aconseguir derrotar Caonabó, que va ser capturat.